# 사풍
사풍(謝豊, ? ~ 36년)은 중국 후한 초기 독립정권 성가의 관료다.
36년, 후한의 오한이 쳐들어와 2만 명을 거느리고 광도현에 성도성을 10여리 밖에서 핍박하고, 부장 유상(劉尙)에게 1만여 명을 거느리고 따로 주둔하게 했다. 이에 황제 공손술의 명령으로 집금오 원길(袁吉)과 함께 10여만 군대를 20여 군영으로 나누어 오한을 쳐 무찌르고 포위했다. 그러나 진영에 군대가 있는 것처럼 꾸민 오한에게 속아 오한 군이 달아나 유상과 합류하는 것을 막지 못했고, 곧이어 유상의 진영을 공격해 벌어진 오한과의 싸움에서 져 베어졌다. 싸움 당시의 관직은 후한서 공손술열전에선 대사도, 천문지에선 대사마라 한다.